# ابیجایل

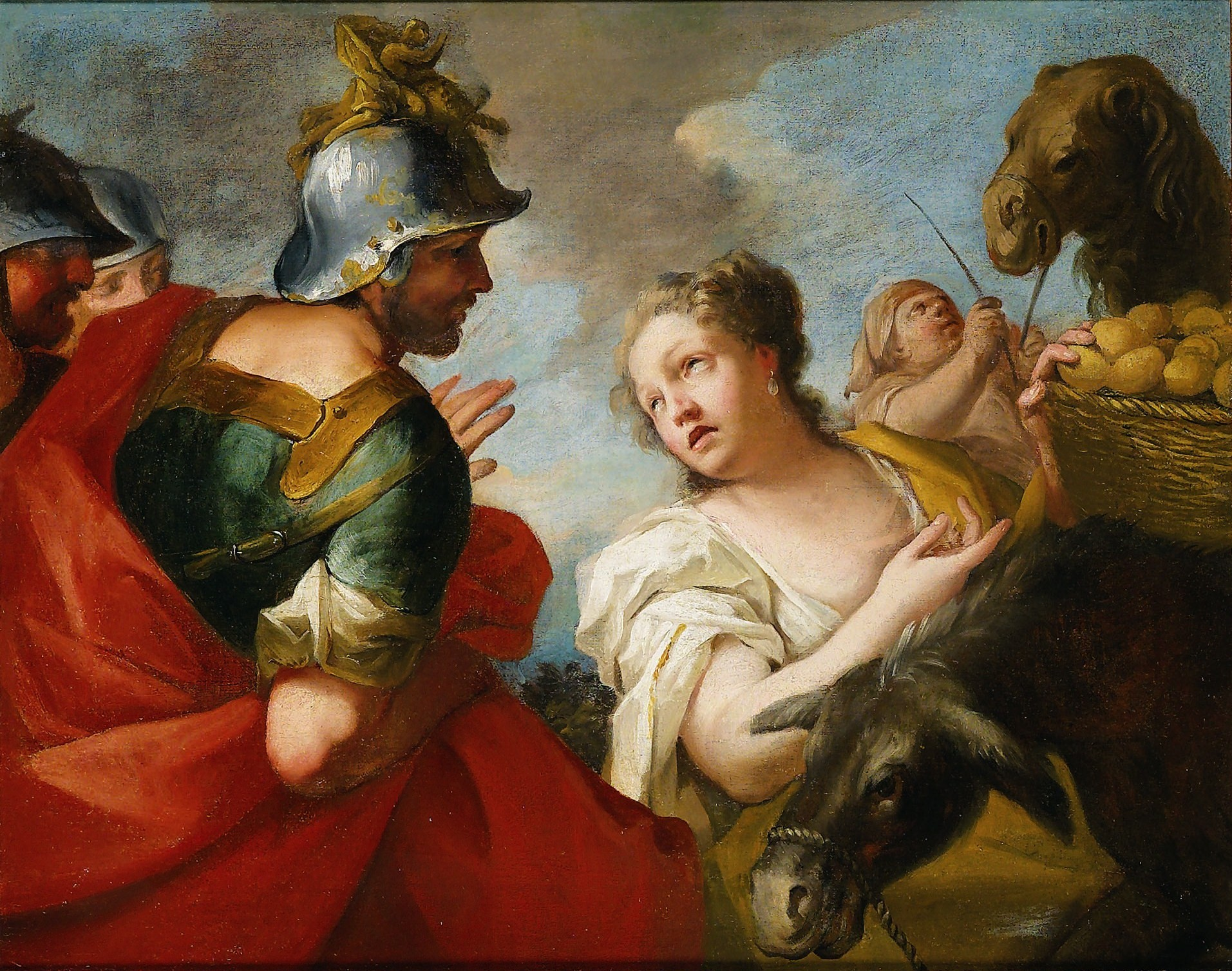
داوود و ابیجایل از آنتونیو مولیناری

ابیجایل (به عبری: אֲבִיגַיִל) یا ابیگل زنی در روایت تنخ در کتاب اول سموئیل است که ابتدا همسر نابال، یکی از ثروتمندان یهودا، بود اما با همکاری داوود علیه شوهرش توطئه کرد و او را به قتل رساند و سپس با داوود ازدواج کرد. او مادر یکی از پسران داوود به نام دانیال بود.